# Fédération burundaise de rugby à XV
La Fédération burundaise de rugby à XV, officiellement la Fédération burundaise de rugby, est l'instance qui régit l'organisation du rugby à XV et du rugby à sept au Burundi.

## Historique
La Fédération burundaise de rugby est fondée en 2001,. Elle intègre en 2003 la Confédération africaine de rugby, organisme régissant le rugby sur le continent africain.
Elle devient en avril 2004 membre associé de l'International Rugby Board, organisme international du rugby,,.
Elle est également membre du Comité national olympique du Burundi.
En mai 2021, la fédération acquiert le statut de membre à part entière au sein de l'organisme international World Rugby,.

## Présidents
Parmi les personnes se succédant au poste de président de la fédération, on retrouve :
- depuis 2018 : Albert Havyarimana[7]